# Expedition 30

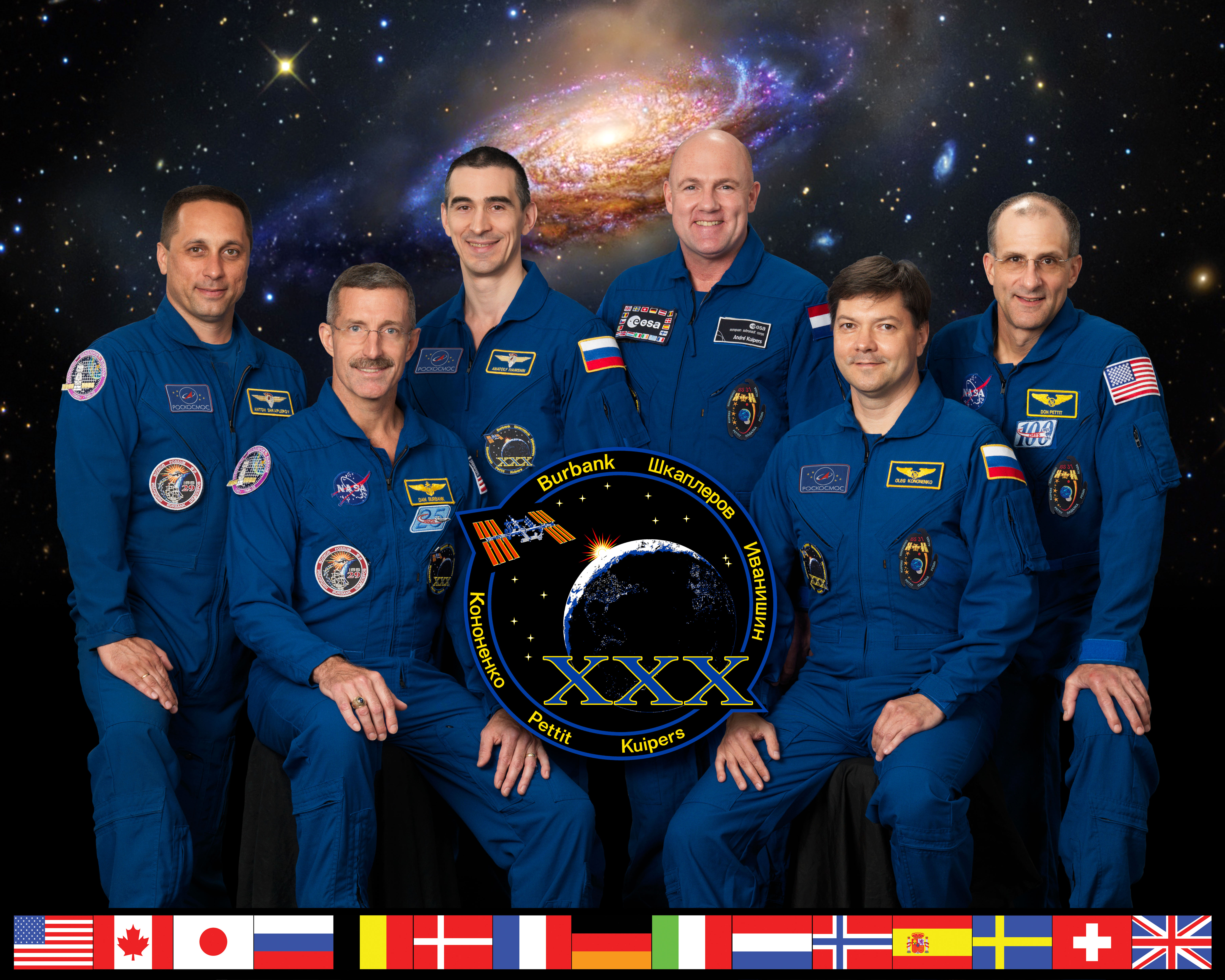
Expedition 30 besättning.

Expedition 30 var den 30:e expeditionen till Internationella rymdstationen (ISS). Expeditionen började den 21 november 2011 då delar av Expedition 29s besättning återvände till jorden med Sojuz TMA-02M .
Oleg Kononenko, André Kuipers och Donald R. Pettit anlände till stationen med Sojuz TMA-03M den 23 december 2011.
Expeditionen avslutades den 27 april 2012 då Anton N. Sjkaplerov, Anatolij Ivanisjin och Daniel C. Burbank återvände till jorden med Sojuz TMA-22.

## Besättning
| Position       | Första delen (21 november - 23 december 2011) | Andra delen (23 december 2011 - 27 april 2012) |
| -------------- | --------------------------------------------- | ---------------------------------------------- |
| Befälhavare    | Daniel C. Burbank, NASA Hans tredje rymdfärd  | Daniel C. Burbank, NASA Hans tredje rymdfärd   |
| Flygingenjör 1 | Anton N. Sjkaplerov, RSA Hans första rymdfärd | Anton N. Sjkaplerov, RSA Hans första rymdfärd  |
| Flygingenjör 2 | Anatolij Ivanisjin, RSA Hans första rymdfärd  | Anatolij Ivanisjin, RSA Hans första rymdfärd   |
| Flygingenjör 3 |                                               | Oleg Kononenko, RSA Hans andra rymdfärd        |
| Flygingenjör 4 |                                               | André Kuipers, ESA Hans andra rymdfärd         |
| Flygingenjör 5 |                                               | Donald R. Pettit, NASA Hans tredje rymdfärd    |